# کری کینگ
کِری رِی کینگ (انگلیسی: Kerry Ray King؛ زادهٔ ۳ ژوئن ۱۹۶۴) موسیقی‌دان آمریکایی است که بیشتر به‌عنوان گیتاریست اصلی و ترانه‌نویس گروه ترش متال اسلیر شناخته می‌شود. او در سال ۱۹۸۱ به‌همراه جف هنمن این گروه را پایه‌گذاری کرد و یکی از دو عضوی بود که در طول ۴۴ سال فعالیت گروه به همراه تام آرایا در آن ماند. در مدت توقف فعالیت اسلیر از سال ۲۰۱۹ تا ۲۰۲۴، کینگ به حرفهٔ انفرادی روی آورد و اولین آلبوم خود، From Hell I Rise، را در مه ۲۰۲۴ منتشر کرد.

## حرفه
در ابتدای دههٔ ۱۹۸۰ میلادی کینگ که در پی فرصتی برای عضویت در یک گروه موسیقی بود، به‌همراه جف هنمن و با چند درامر مختلف شروع به بازخوانی کارهای آیرن میدن و جوداس پریست کردند. پس از مدتی هنمن به او پیشنهاد تشکیل یک گروه را داد و به‌این شکل اسلیر تأسیس شد.
کینگ در موسیقی، بیشتر از گروه‌هایی چون جوداس پریست، آیرن میدن، ونوم، بلک سبث و دیپ پرپل تأثیر گرفته است.
هنکا بلک‌سمیت نوازندهٔ گیتار بیس گروه فنلاندی چیلدرن او بادم شخصیت کینگ را این‌طور توصیف می‌کند: مرد واقعی موسیقی متال که خودش است و سعی نمی‌کند شخصیت دیگری از خودش نشان دهد. او روی صحنه و بیرون از آن یک شخصیت دارد. بسیار مؤدب و در عین حال در بیان عقایدش کاملاً رُک است و از نظرات مخالف هراسی ندارد. او کاملاً واقعی است!

## زندگی شخصی

### مذهب
کینگ یک خداناباور است و نظر او راجع به مذاهب سازمان‌یافته این است که آن‌ها مثل چوب زیر بغل می‌مانند برای انسان‌هایی که ضعیف‌تر از آنی هستند که در طول زندگی به خودشان متکی باشند. او در جایی گفته است: من از آن دسته آدم‌هایی هستم که باید چیزی را ببیند و پس از آن کاری را انجام دهد. کسی نمی‌تواند خدا را به من نشان دهد.
او نویسندهٔ اصلی متن ترانه‌های اسلیر است و سروده‌های او بیشتر روی موضوع‌های مرتبط با شیطان‌پرستی تمرکز دارند. گرچه او صراحتاً عنوان کرده که نه به خدا اعتقادی دارد و نه به شیطان و نظرش این است که خیلی سرگرم‌کننده‌تر است که آدم راجع به شیطان آواز بخواند تا خدا.
کینگ در مستند متال:سفرکردن یک هدبنگر که در سال ۲۰۰۵ توسط سم دان ساخته شده است می‌گوید: مذهب، شکل نهایی کنترل تفکر افراد به‌صورت قانونی‌ست.

### خانواده
او تا به‌حال دو بار ازدواج کرده است. نام همسر کنونی‌اش آیشا کینگ است و از ازدواج قبلی‌اش یک دختر به‌نام شیان کیمبرلی کینگ دارد.